# Spiralen
Spiralen (De Spiraal) was een Deense kunstenaarsvereniging. Het was tevens de titel van het tijdschrift dat door de vereniging uitgegeven werd.
De vereniging werd in 1947 opgericht door onder anderen de kunstenaar Mogens Balle. Toen in 1949 Asger Jorn lid van de vereniging werd, volgde een aansluiting bij de Cobrabeweging. Andere leden van Spiralen waren onder meer Wilhelm Freddie, Niels Jensen, Sven Dalsgaard en Knud Nielsen. De vereniging hield in 1956 op te bestaan.